# Groupe des droites

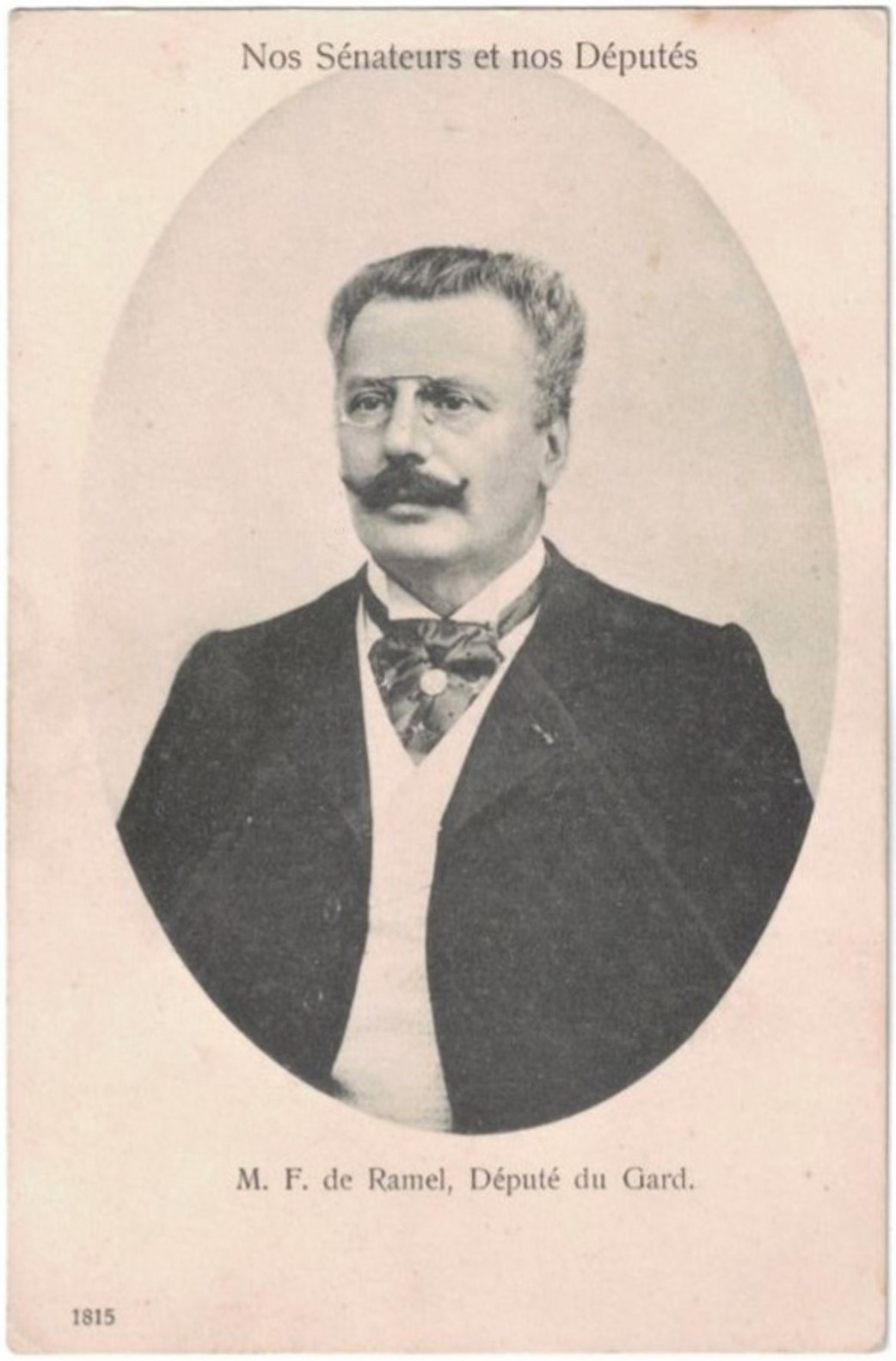
Fernand de Ramel

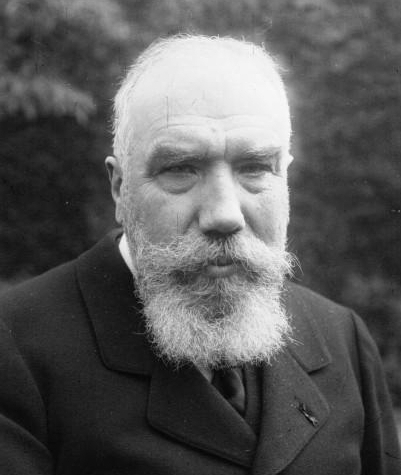
Denys Cochin

Die Groupe des droites (Fraktion der Rechten) war der Name einer Fraktion während der Dritten Französischen Republik, die von 1910 bis 1919 in der Abgeordnetenkammer bestand. Die Fraktion umfasste den Großteil der royalistischen Abgeordneten.

## Geschichte
Diese Fraktion war ein Versuch, die Fraktion der Union des droites wiederzubeleben, die bis 1893 legitimistische und orléanistische Abgeordnete vereint hatte und bis zu den Parlamentswahlen von 1876 die Mehrheit in der Kammer besaß. Die von Leo XIII. ab 1892 verfolgte Politik des Ralliement (die Versöhnung zwischen Katholiken und Republik) hatte die Reihen der Royalisten in der Abgeordnetenkammer stark geschwächt. Die katholischen Abgeordneten spalteten sich in die unbeugsamen Anhänger der monarchistischen Rechten und die republikanisch gesinnte Droite républicaine, einer informellen parlamentarischen Gruppe.
Die Droite républicaine wurde zunächst zu einer Fraktion unabhängiger Republikaner und danach zur Fraktion der Action libérale und stellte eine der beiden Hauptströmungen der Rechten dar, zusammen mit den Républicains progressistes, dem rechten Zweig der Républicains modérés, die 1903 die Fédération républicaine gründeten. Eine eigene royalistische Fraktion existierte nicht mehr.
Die Groupe des droites bildet „das letzte Aufgebot der treuen Anhänger der Monarchie“. In der zehnten Legislaturperiode zählt sie 19 Abgeordnete, in der elften 15 Abgeordnete. Sie verschwand nach den Parlamentswahlen von 1919 und wurde durch die Indépendants de droite (Unabhängige Rechte) ersetzt, eine Koalition, die von Sympathisanten der Action française dominiert wurde.
Eine bedeutende Rolle spielte die Groupe des droites lediglich in der Malvy-Affäre, in der ihre Vertreter zum Sturz der Regierung beitrugen.

## Mitglieder
Fraktionschefs waren Fernand de Ramel und Denys Cochin. Eine vollständige Mitgliederliste ist in der französischen Sprachversion zu finden.